# Emotional Rescue
《Emotional Rescue》는 영국의 록 밴드 롤링 스톤스의 스튜디오 음반으로, 1980년 6월 23일, 롤링 스톤스 레코드를 통해 발매되었다. 지금까지 그들의 가장 큰 히트작이었던 이전 음반 《Some Girls》의 성공을 막 시작한 롤링 스톤스는 1979년 초에 스튜디오로 돌아와 후속곡들을 쓰고 녹음하기 시작했다. 멤버 믹 재거 (보컬), 키스 리처즈 (기타), 로니 우드 (기타), 빌 와이먼 (베이스), 찰리 와츠 (드럼)는 잦은 협력자인 이언 스튜어트 (키보드), 니키 홉킨스 (키보드), 바비 키스 (색소폰), 슈가 블루 (하모니카)가 합류했다.
발매 즉시, 이 음반은 미국, 영국, 캐나다를 포함한 적어도 6개국에서 차트 1위를 차지했다. 이번 음반의 히트 싱글에는 캐나다 1위, 미국 3위, 캐나다 9위에 오른 타이틀곡과 여러 나라에서 톱 40에 진입한 〈She's So Cold〉가 포함되어 있다. 감정적 구조를 위한 녹음 세션은 너무 생산적이어서 음반에 남겨진 몇몇 곡들이 후속곡인 1981년 《Tattoo You》의 핵심을 형성할 것이다.

## 배경
1979년 내내, 처음에는 바하마 나소의 컴퍼스 포인트 스튜디오, 그 후 파리의 파테 마르코니, 뉴욕에서 연말 오버더빙을 하면서 더 히트 팩토리에서 녹음된, 《Emotional Rescue》는 키스 리처즈가 토론토 마약 혐의에서 면죄부를 받은 이후 녹음된 최초의 롤링 스톤스 음반이었다. 《Some Girls》(1978년)의 재활성화로 새롭게 등장한 리처즈와 믹 재거는 수십 곡의 신곡을 통해 롤링 스톤스를 이끌었고, 그 중 일부는 《Tattoo You》(1981년)를 위해 보류되어 《Emotional Rescue》를 위해 10곡만 골랐다.
음반에 수록된 몇몇 곡들은 단지 롤링 스톤스의 핵심 멤버인 재거, 리처즈, 로니 우드, 찰리 와츠, 빌 와이먼을 포함했다. 그 외에서는 키보디스트 니키 홉킨스와 공동 창업자 이언 스튜어트, 색소폰 연주자 바비 키스, 하모니카 연주자 슈가 블루 등이 함께 했다.
음반에서 제외된 곡들은 《Tattoo You》에 수록되었는데, 여기에는 〈Hang Fire〉, 〈Little T & A〉, 〈No Use in Crying〉 등이 포함된다. 세션에서 나온 또 다른 곡인 〈Think I'm Going Mad〉는 1984년 〈She Was Hot〉 싱글의 B-사이드로 발매되었다. 리처즈가 부른 커버곡 〈We Had It All〉은 2011년에 발매된 《Some Girls》 디럭스 패키지에 수록되었다.

## 커버 아트
《Emotional Rescue》의 음반 커버에는 영국 태생의 파리 출신의 아티스트 로이 아드작이 열 방출량을 측정하는 장치인 보온 카메라를 사용하여 찍은 열 사진들과 함께 피터 코리스톤의 컨셉트 시작, 예술 방향, 디자인이 담겨 있었다. 원래 발매된 음반은 음반 자체를 비닐봉지에 싸서 밴드의 더 많은 보온 촬영을 특징으로 하는 거대한 컬러 포스터로 포장되었다. 〈Emotional Rescue〉의 뮤직 비디오 촬영도 밴드가 공연하는 것과 동일한 유형의 촬영을 활용했다.

## 발매 및 평가
| 평가 점수                          | 평가 점수 |
| 출처                               | 점수      |
| ---------------------------------- | --------- |
| AllMusic                           | [ 2 ]     |
| Blender                            | [ 3 ]     |
| Christgau's Record Guide: The '80s | B+        |
| MusicHound Rock                    | [ 5 ]     |
| The Rolling Stone Album Guide      | [ 6 ]     |
| Smash Hits                         | 5/10      |
| Tom Hull – on the Web              | A−        |

6월에 발매된 《Emotional Rescue》는 디스코 색채가 가미된 동명 타이틀곡을 선두 싱글로 삼아 즉각적인 성공을 거두었다. 타이틀곡은 빌보드 핫 100 차트에서 3위를 기록했다. 이 음반은 롤링 스톤스에게 1973년 《Goats Head Soup》 이후 처음으로 영국 앨범 차트 1위를 안겨주었으며, 미국 차트에서는 7주 연속 정상을 차지했다. 후속 싱글 〈She's So Cold〉는 빌보드 톱 30에 들었고, 〈Dance Pt. 1〉은 빌보드 댄스 차트 9위를 기록했다.
비평적 반응은 비교적 미온적이었으며, 대부분의 평론가들은 이 음반이 다소 공식적이고 야심이 부족하다고 평가했다. 이는 특히 전작과 비교했을 때 두드러지는 지점이었다. 《롤링 스톤》에서 아리엘 스와틀리는 "음악 면에서는 '익숙하다'는 표현도 부족하다. 여기 있는 멜로디 중에는 롤링 스톤스로부터 이미 들어본 적 없는 것이 거의 없다"고 평했다. 《빌리지 보이스》의 평론가 로버트 크리스트가우는 1980년 최고의 음반을 선정하는 연례 패즈 & 잡 평론가 투표 관련 에세이에서 이 음반을 "평범한 롤링 스톤스 음반"이라고 요약했으며, 《Emotional Rescue》는 해당 투표에서 20위를 기록했는데, 그는 이 결과를 "'세계 최고의 로큰롤 밴드'에게는 한참 벗어난 성적"이라고 평가했다.

## 곡 목록
로니 우드와 공동 작사/작곡한 〈Dance (Pt. 1)〉을 제외하고, 모든 곡들은 믹 재거와 키스 리처즈에 의해 작사/작곡하였다.
| #  | 제목               | 재생 시간 |
| -- | ------------------ | --------- |
| 1. | 〈Dance (Pt. 1)〉  | 4:23      |
| 2. | 〈Summer Romance〉 | 3:16      |
| 3. | 〈Send It to Me〉  | 3:43      |
| 4. | 〈Let Me Go〉      | 3:50      |
| 5. | 〈Indian Girl〉    | 4:23      |

| #  | 제목                  | 재생 시간 |
| -- | --------------------- | --------- |
| 1. | 〈Where the Boys Go〉 | 3:29      |
| 2. | 〈Down in the Hole〉  | 3:57      |
| 3. | 〈Emotional Rescue〉  | 5:39      |
| 4. | 〈She's So Cold〉     | 4:12      |
| 5. | 〈All About You〉     | 4:18      |

## 인증
| 국가                                                  | 인증        | 판매량/출하량 |
| ----------------------------------------------------- | ----------- | ------------- |
| 오스트레일리아 (ARIA)                                 | 플래티넘    | 50,000^       |
| 프랑스 (SNEP)                                         | 골드        | 100,000*      |
| 일본 (RIAJ)                                           | 골드        | 100,000^      |
| 네덜란드 (NVPI)                                       | 골드        | 50,000^       |
| 뉴질랜드 (RMNZ)                                       | 플래티넘    | 15,000^       |
| 스페인 (PROMUSICAE)                                   | 골드        | 50,000^       |
| 영국 (BPI)                                            | 골드        | 100,000^      |
| 미국 (RIAA)                                           | 2× 플래티넘 | 2,000,000^    |
| *판매량을 기반으로 한 인증 ^출하량을 기반으로 한 인증 |             |               |